# Jodia
Jodia is een geslacht van vlinders van de familie uilen (Noctuidae), uit de onderfamilie Cuculliinae.

## Soorten
- J. basalis Walker, 1862
- J. croceago

Wintergouduil (Denis & Schiffermüller, 1775)
- J. sericea Butler, 1878